# Домбровскис, Альфред Альфредович
Альфред Альфредович Домбровскис (19 апреля 1923, Айзпуте — 18 марта 2000, Рига) — латвийский, ранее советский, шахматный композитор; мастер спорта СССР (1957), международный мастер (1989) и международный арбитр (1956) по шахматной композиции. Шахматный журналист. Председатель комиссии по композиции Шахматной федерации Латвийской ССР (1947—1949, 1954—1961). Редактор отдела задач журнала «Шахматы» (с 1960). Автор темы, носящей его имя, и многих статей по вопросам развития двухходовки и других проблем композиции. С 1939 опубликовал свыше 250 двухходовок и 50 трёхходовок. 7-кратный чемпион Латвийской ССР (1951—1986). Участник 7 личных чемпионатов СССР: 4-й (1954—1956) — 3-е, 5-й (1957—1959) — 3-4-е, 17-й (1983—1984) — 2-е места, а также многих конкурсов, где удостоен свыше 100 призов, в том числе 38 первых.

## Задачи
|   | a | b | c | d | e | f | g | h |   |
| - | --- | --- | --- | --- | --- | --- | --- | --- | - |
| 8 | h8 белый король · a7 белый конь · f7 чёрный слон · h7 белый слон · a6 белая ладья · f6 чёрная пешка · d5 чёрный король · f5 чёрный конь · a4 белая ладья · d4 белая пешка · f4 чёрная ладья · a2 белый конь · h2 белый слон · d1 чёрный конь · e1 белый ферзь | h8 белый король · a7 белый конь · f7 чёрный слон · h7 белый слон · a6 белая ладья · f6 чёрная пешка · d5 чёрный король · f5 чёрный конь · a4 белая ладья · d4 белая пешка · f4 чёрная ладья · a2 белый конь · h2 белый слон · d1 чёрный конь · e1 белый ферзь | h8 белый король · a7 белый конь · f7 чёрный слон · h7 белый слон · a6 белая ладья · f6 чёрная пешка · d5 чёрный король · f5 чёрный конь · a4 белая ладья · d4 белая пешка · f4 чёрная ладья · a2 белый конь · h2 белый слон · d1 чёрный конь · e1 белый ферзь | h8 белый король · a7 белый конь · f7 чёрный слон · h7 белый слон · a6 белая ладья · f6 чёрная пешка · d5 чёрный король · f5 чёрный конь · a4 белая ладья · d4 белая пешка · f4 чёрная ладья · a2 белый конь · h2 белый слон · d1 чёрный конь · e1 белый ферзь | h8 белый король · a7 белый конь · f7 чёрный слон · h7 белый слон · a6 белая ладья · f6 чёрная пешка · d5 чёрный король · f5 чёрный конь · a4 белая ладья · d4 белая пешка · f4 чёрная ладья · a2 белый конь · h2 белый слон · d1 чёрный конь · e1 белый ферзь | h8 белый король · a7 белый конь · f7 чёрный слон · h7 белый слон · a6 белая ладья · f6 чёрная пешка · d5 чёрный король · f5 чёрный конь · a4 белая ладья · d4 белая пешка · f4 чёрная ладья · a2 белый конь · h2 белый слон · d1 чёрный конь · e1 белый ферзь | h8 белый король · a7 белый конь · f7 чёрный слон · h7 белый слон · a6 белая ладья · f6 чёрная пешка · d5 чёрный король · f5 чёрный конь · a4 белая ладья · d4 белая пешка · f4 чёрная ладья · a2 белый конь · h2 белый слон · d1 чёрный конь · e1 белый ферзь | h8 белый король · a7 белый конь · f7 чёрный слон · h7 белый слон · a6 белая ладья · f6 чёрная пешка · d5 чёрный король · f5 чёрный конь · a4 белая ладья · d4 белая пешка · f4 чёрная ладья · a2 белый конь · h2 белый слон · d1 чёрный конь · e1 белый ферзь | 8 |
| 7 | h8 белый король · a7 белый конь · f7 чёрный слон · h7 белый слон · a6 белая ладья · f6 чёрная пешка · d5 чёрный король · f5 чёрный конь · a4 белая ладья · d4 белая пешка · f4 чёрная ладья · a2 белый конь · h2 белый слон · d1 чёрный конь · e1 белый ферзь | h8 белый король · a7 белый конь · f7 чёрный слон · h7 белый слон · a6 белая ладья · f6 чёрная пешка · d5 чёрный король · f5 чёрный конь · a4 белая ладья · d4 белая пешка · f4 чёрная ладья · a2 белый конь · h2 белый слон · d1 чёрный конь · e1 белый ферзь | h8 белый король · a7 белый конь · f7 чёрный слон · h7 белый слон · a6 белая ладья · f6 чёрная пешка · d5 чёрный король · f5 чёрный конь · a4 белая ладья · d4 белая пешка · f4 чёрная ладья · a2 белый конь · h2 белый слон · d1 чёрный конь · e1 белый ферзь | h8 белый король · a7 белый конь · f7 чёрный слон · h7 белый слон · a6 белая ладья · f6 чёрная пешка · d5 чёрный король · f5 чёрный конь · a4 белая ладья · d4 белая пешка · f4 чёрная ладья · a2 белый конь · h2 белый слон · d1 чёрный конь · e1 белый ферзь | h8 белый король · a7 белый конь · f7 чёрный слон · h7 белый слон · a6 белая ладья · f6 чёрная пешка · d5 чёрный король · f5 чёрный конь · a4 белая ладья · d4 белая пешка · f4 чёрная ладья · a2 белый конь · h2 белый слон · d1 чёрный конь · e1 белый ферзь | h8 белый король · a7 белый конь · f7 чёрный слон · h7 белый слон · a6 белая ладья · f6 чёрная пешка · d5 чёрный король · f5 чёрный конь · a4 белая ладья · d4 белая пешка · f4 чёрная ладья · a2 белый конь · h2 белый слон · d1 чёрный конь · e1 белый ферзь | h8 белый король · a7 белый конь · f7 чёрный слон · h7 белый слон · a6 белая ладья · f6 чёрная пешка · d5 чёрный король · f5 чёрный конь · a4 белая ладья · d4 белая пешка · f4 чёрная ладья · a2 белый конь · h2 белый слон · d1 чёрный конь · e1 белый ферзь | h8 белый король · a7 белый конь · f7 чёрный слон · h7 белый слон · a6 белая ладья · f6 чёрная пешка · d5 чёрный король · f5 чёрный конь · a4 белая ладья · d4 белая пешка · f4 чёрная ладья · a2 белый конь · h2 белый слон · d1 чёрный конь · e1 белый ферзь | 7 |
| 6 | h8 белый король · a7 белый конь · f7 чёрный слон · h7 белый слон · a6 белая ладья · f6 чёрная пешка · d5 чёрный король · f5 чёрный конь · a4 белая ладья · d4 белая пешка · f4 чёрная ладья · a2 белый конь · h2 белый слон · d1 чёрный конь · e1 белый ферзь | h8 белый король · a7 белый конь · f7 чёрный слон · h7 белый слон · a6 белая ладья · f6 чёрная пешка · d5 чёрный король · f5 чёрный конь · a4 белая ладья · d4 белая пешка · f4 чёрная ладья · a2 белый конь · h2 белый слон · d1 чёрный конь · e1 белый ферзь | h8 белый король · a7 белый конь · f7 чёрный слон · h7 белый слон · a6 белая ладья · f6 чёрная пешка · d5 чёрный король · f5 чёрный конь · a4 белая ладья · d4 белая пешка · f4 чёрная ладья · a2 белый конь · h2 белый слон · d1 чёрный конь · e1 белый ферзь | h8 белый король · a7 белый конь · f7 чёрный слон · h7 белый слон · a6 белая ладья · f6 чёрная пешка · d5 чёрный король · f5 чёрный конь · a4 белая ладья · d4 белая пешка · f4 чёрная ладья · a2 белый конь · h2 белый слон · d1 чёрный конь · e1 белый ферзь | h8 белый король · a7 белый конь · f7 чёрный слон · h7 белый слон · a6 белая ладья · f6 чёрная пешка · d5 чёрный король · f5 чёрный конь · a4 белая ладья · d4 белая пешка · f4 чёрная ладья · a2 белый конь · h2 белый слон · d1 чёрный конь · e1 белый ферзь | h8 белый король · a7 белый конь · f7 чёрный слон · h7 белый слон · a6 белая ладья · f6 чёрная пешка · d5 чёрный король · f5 чёрный конь · a4 белая ладья · d4 белая пешка · f4 чёрная ладья · a2 белый конь · h2 белый слон · d1 чёрный конь · e1 белый ферзь | h8 белый король · a7 белый конь · f7 чёрный слон · h7 белый слон · a6 белая ладья · f6 чёрная пешка · d5 чёрный король · f5 чёрный конь · a4 белая ладья · d4 белая пешка · f4 чёрная ладья · a2 белый конь · h2 белый слон · d1 чёрный конь · e1 белый ферзь | h8 белый король · a7 белый конь · f7 чёрный слон · h7 белый слон · a6 белая ладья · f6 чёрная пешка · d5 чёрный король · f5 чёрный конь · a4 белая ладья · d4 белая пешка · f4 чёрная ладья · a2 белый конь · h2 белый слон · d1 чёрный конь · e1 белый ферзь | 6 |
| 5 | h8 белый король · a7 белый конь · f7 чёрный слон · h7 белый слон · a6 белая ладья · f6 чёрная пешка · d5 чёрный король · f5 чёрный конь · a4 белая ладья · d4 белая пешка · f4 чёрная ладья · a2 белый конь · h2 белый слон · d1 чёрный конь · e1 белый ферзь | h8 белый король · a7 белый конь · f7 чёрный слон · h7 белый слон · a6 белая ладья · f6 чёрная пешка · d5 чёрный король · f5 чёрный конь · a4 белая ладья · d4 белая пешка · f4 чёрная ладья · a2 белый конь · h2 белый слон · d1 чёрный конь · e1 белый ферзь | h8 белый король · a7 белый конь · f7 чёрный слон · h7 белый слон · a6 белая ладья · f6 чёрная пешка · d5 чёрный король · f5 чёрный конь · a4 белая ладья · d4 белая пешка · f4 чёрная ладья · a2 белый конь · h2 белый слон · d1 чёрный конь · e1 белый ферзь | h8 белый король · a7 белый конь · f7 чёрный слон · h7 белый слон · a6 белая ладья · f6 чёрная пешка · d5 чёрный король · f5 чёрный конь · a4 белая ладья · d4 белая пешка · f4 чёрная ладья · a2 белый конь · h2 белый слон · d1 чёрный конь · e1 белый ферзь | h8 белый король · a7 белый конь · f7 чёрный слон · h7 белый слон · a6 белая ладья · f6 чёрная пешка · d5 чёрный король · f5 чёрный конь · a4 белая ладья · d4 белая пешка · f4 чёрная ладья · a2 белый конь · h2 белый слон · d1 чёрный конь · e1 белый ферзь | h8 белый король · a7 белый конь · f7 чёрный слон · h7 белый слон · a6 белая ладья · f6 чёрная пешка · d5 чёрный король · f5 чёрный конь · a4 белая ладья · d4 белая пешка · f4 чёрная ладья · a2 белый конь · h2 белый слон · d1 чёрный конь · e1 белый ферзь | h8 белый король · a7 белый конь · f7 чёрный слон · h7 белый слон · a6 белая ладья · f6 чёрная пешка · d5 чёрный король · f5 чёрный конь · a4 белая ладья · d4 белая пешка · f4 чёрная ладья · a2 белый конь · h2 белый слон · d1 чёрный конь · e1 белый ферзь | h8 белый король · a7 белый конь · f7 чёрный слон · h7 белый слон · a6 белая ладья · f6 чёрная пешка · d5 чёрный король · f5 чёрный конь · a4 белая ладья · d4 белая пешка · f4 чёрная ладья · a2 белый конь · h2 белый слон · d1 чёрный конь · e1 белый ферзь | 5 |
| 4 | h8 белый король · a7 белый конь · f7 чёрный слон · h7 белый слон · a6 белая ладья · f6 чёрная пешка · d5 чёрный король · f5 чёрный конь · a4 белая ладья · d4 белая пешка · f4 чёрная ладья · a2 белый конь · h2 белый слон · d1 чёрный конь · e1 белый ферзь | h8 белый король · a7 белый конь · f7 чёрный слон · h7 белый слон · a6 белая ладья · f6 чёрная пешка · d5 чёрный король · f5 чёрный конь · a4 белая ладья · d4 белая пешка · f4 чёрная ладья · a2 белый конь · h2 белый слон · d1 чёрный конь · e1 белый ферзь | h8 белый король · a7 белый конь · f7 чёрный слон · h7 белый слон · a6 белая ладья · f6 чёрная пешка · d5 чёрный король · f5 чёрный конь · a4 белая ладья · d4 белая пешка · f4 чёрная ладья · a2 белый конь · h2 белый слон · d1 чёрный конь · e1 белый ферзь | h8 белый король · a7 белый конь · f7 чёрный слон · h7 белый слон · a6 белая ладья · f6 чёрная пешка · d5 чёрный король · f5 чёрный конь · a4 белая ладья · d4 белая пешка · f4 чёрная ладья · a2 белый конь · h2 белый слон · d1 чёрный конь · e1 белый ферзь | h8 белый король · a7 белый конь · f7 чёрный слон · h7 белый слон · a6 белая ладья · f6 чёрная пешка · d5 чёрный король · f5 чёрный конь · a4 белая ладья · d4 белая пешка · f4 чёрная ладья · a2 белый конь · h2 белый слон · d1 чёрный конь · e1 белый ферзь | h8 белый король · a7 белый конь · f7 чёрный слон · h7 белый слон · a6 белая ладья · f6 чёрная пешка · d5 чёрный король · f5 чёрный конь · a4 белая ладья · d4 белая пешка · f4 чёрная ладья · a2 белый конь · h2 белый слон · d1 чёрный конь · e1 белый ферзь | h8 белый король · a7 белый конь · f7 чёрный слон · h7 белый слон · a6 белая ладья · f6 чёрная пешка · d5 чёрный король · f5 чёрный конь · a4 белая ладья · d4 белая пешка · f4 чёрная ладья · a2 белый конь · h2 белый слон · d1 чёрный конь · e1 белый ферзь | h8 белый король · a7 белый конь · f7 чёрный слон · h7 белый слон · a6 белая ладья · f6 чёрная пешка · d5 чёрный король · f5 чёрный конь · a4 белая ладья · d4 белая пешка · f4 чёрная ладья · a2 белый конь · h2 белый слон · d1 чёрный конь · e1 белый ферзь | 4 |
| 3 | h8 белый король · a7 белый конь · f7 чёрный слон · h7 белый слон · a6 белая ладья · f6 чёрная пешка · d5 чёрный король · f5 чёрный конь · a4 белая ладья · d4 белая пешка · f4 чёрная ладья · a2 белый конь · h2 белый слон · d1 чёрный конь · e1 белый ферзь | h8 белый король · a7 белый конь · f7 чёрный слон · h7 белый слон · a6 белая ладья · f6 чёрная пешка · d5 чёрный король · f5 чёрный конь · a4 белая ладья · d4 белая пешка · f4 чёрная ладья · a2 белый конь · h2 белый слон · d1 чёрный конь · e1 белый ферзь | h8 белый король · a7 белый конь · f7 чёрный слон · h7 белый слон · a6 белая ладья · f6 чёрная пешка · d5 чёрный король · f5 чёрный конь · a4 белая ладья · d4 белая пешка · f4 чёрная ладья · a2 белый конь · h2 белый слон · d1 чёрный конь · e1 белый ферзь | h8 белый король · a7 белый конь · f7 чёрный слон · h7 белый слон · a6 белая ладья · f6 чёрная пешка · d5 чёрный король · f5 чёрный конь · a4 белая ладья · d4 белая пешка · f4 чёрная ладья · a2 белый конь · h2 белый слон · d1 чёрный конь · e1 белый ферзь | h8 белый король · a7 белый конь · f7 чёрный слон · h7 белый слон · a6 белая ладья · f6 чёрная пешка · d5 чёрный король · f5 чёрный конь · a4 белая ладья · d4 белая пешка · f4 чёрная ладья · a2 белый конь · h2 белый слон · d1 чёрный конь · e1 белый ферзь | h8 белый король · a7 белый конь · f7 чёрный слон · h7 белый слон · a6 белая ладья · f6 чёрная пешка · d5 чёрный король · f5 чёрный конь · a4 белая ладья · d4 белая пешка · f4 чёрная ладья · a2 белый конь · h2 белый слон · d1 чёрный конь · e1 белый ферзь | h8 белый король · a7 белый конь · f7 чёрный слон · h7 белый слон · a6 белая ладья · f6 чёрная пешка · d5 чёрный король · f5 чёрный конь · a4 белая ладья · d4 белая пешка · f4 чёрная ладья · a2 белый конь · h2 белый слон · d1 чёрный конь · e1 белый ферзь | h8 белый король · a7 белый конь · f7 чёрный слон · h7 белый слон · a6 белая ладья · f6 чёрная пешка · d5 чёрный король · f5 чёрный конь · a4 белая ладья · d4 белая пешка · f4 чёрная ладья · a2 белый конь · h2 белый слон · d1 чёрный конь · e1 белый ферзь | 3 |
| 2 | h8 белый король · a7 белый конь · f7 чёрный слон · h7 белый слон · a6 белая ладья · f6 чёрная пешка · d5 чёрный король · f5 чёрный конь · a4 белая ладья · d4 белая пешка · f4 чёрная ладья · a2 белый конь · h2 белый слон · d1 чёрный конь · e1 белый ферзь | h8 белый король · a7 белый конь · f7 чёрный слон · h7 белый слон · a6 белая ладья · f6 чёрная пешка · d5 чёрный король · f5 чёрный конь · a4 белая ладья · d4 белая пешка · f4 чёрная ладья · a2 белый конь · h2 белый слон · d1 чёрный конь · e1 белый ферзь | h8 белый король · a7 белый конь · f7 чёрный слон · h7 белый слон · a6 белая ладья · f6 чёрная пешка · d5 чёрный король · f5 чёрный конь · a4 белая ладья · d4 белая пешка · f4 чёрная ладья · a2 белый конь · h2 белый слон · d1 чёрный конь · e1 белый ферзь | h8 белый король · a7 белый конь · f7 чёрный слон · h7 белый слон · a6 белая ладья · f6 чёрная пешка · d5 чёрный король · f5 чёрный конь · a4 белая ладья · d4 белая пешка · f4 чёрная ладья · a2 белый конь · h2 белый слон · d1 чёрный конь · e1 белый ферзь | h8 белый король · a7 белый конь · f7 чёрный слон · h7 белый слон · a6 белая ладья · f6 чёрная пешка · d5 чёрный король · f5 чёрный конь · a4 белая ладья · d4 белая пешка · f4 чёрная ладья · a2 белый конь · h2 белый слон · d1 чёрный конь · e1 белый ферзь | h8 белый король · a7 белый конь · f7 чёрный слон · h7 белый слон · a6 белая ладья · f6 чёрная пешка · d5 чёрный король · f5 чёрный конь · a4 белая ладья · d4 белая пешка · f4 чёрная ладья · a2 белый конь · h2 белый слон · d1 чёрный конь · e1 белый ферзь | h8 белый король · a7 белый конь · f7 чёрный слон · h7 белый слон · a6 белая ладья · f6 чёрная пешка · d5 чёрный король · f5 чёрный конь · a4 белая ладья · d4 белая пешка · f4 чёрная ладья · a2 белый конь · h2 белый слон · d1 чёрный конь · e1 белый ферзь | h8 белый король · a7 белый конь · f7 чёрный слон · h7 белый слон · a6 белая ладья · f6 чёрная пешка · d5 чёрный король · f5 чёрный конь · a4 белая ладья · d4 белая пешка · f4 чёрная ладья · a2 белый конь · h2 белый слон · d1 чёрный конь · e1 белый ферзь | 2 |
| 1 | h8 белый король · a7 белый конь · f7 чёрный слон · h7 белый слон · a6 белая ладья · f6 чёрная пешка · d5 чёрный король · f5 чёрный конь · a4 белая ладья · d4 белая пешка · f4 чёрная ладья · a2 белый конь · h2 белый слон · d1 чёрный конь · e1 белый ферзь | h8 белый король · a7 белый конь · f7 чёрный слон · h7 белый слон · a6 белая ладья · f6 чёрная пешка · d5 чёрный король · f5 чёрный конь · a4 белая ладья · d4 белая пешка · f4 чёрная ладья · a2 белый конь · h2 белый слон · d1 чёрный конь · e1 белый ферзь | h8 белый король · a7 белый конь · f7 чёрный слон · h7 белый слон · a6 белая ладья · f6 чёрная пешка · d5 чёрный король · f5 чёрный конь · a4 белая ладья · d4 белая пешка · f4 чёрная ладья · a2 белый конь · h2 белый слон · d1 чёрный конь · e1 белый ферзь | h8 белый король · a7 белый конь · f7 чёрный слон · h7 белый слон · a6 белая ладья · f6 чёрная пешка · d5 чёрный король · f5 чёрный конь · a4 белая ладья · d4 белая пешка · f4 чёрная ладья · a2 белый конь · h2 белый слон · d1 чёрный конь · e1 белый ферзь | h8 белый король · a7 белый конь · f7 чёрный слон · h7 белый слон · a6 белая ладья · f6 чёрная пешка · d5 чёрный король · f5 чёрный конь · a4 белая ладья · d4 белая пешка · f4 чёрная ладья · a2 белый конь · h2 белый слон · d1 чёрный конь · e1 белый ферзь | h8 белый король · a7 белый конь · f7 чёрный слон · h7 белый слон · a6 белая ладья · f6 чёрная пешка · d5 чёрный король · f5 чёрный конь · a4 белая ладья · d4 белая пешка · f4 чёрная ладья · a2 белый конь · h2 белый слон · d1 чёрный конь · e1 белый ферзь | h8 белый король · a7 белый конь · f7 чёрный слон · h7 белый слон · a6 белая ладья · f6 чёрная пешка · d5 чёрный король · f5 чёрный конь · a4 белая ладья · d4 белая пешка · f4 чёрная ладья · a2 белый конь · h2 белый слон · d1 чёрный конь · e1 белый ферзь | h8 белый король · a7 белый конь · f7 чёрный слон · h7 белый слон · a6 белая ладья · f6 чёрная пешка · d5 чёрный король · f5 чёрный конь · a4 белая ладья · d4 белая пешка · f4 чёрная ладья · a2 белый конь · h2 белый слон · d1 чёрный конь · e1 белый ферзь | 1 |
|   | a | b | c | d | e | f | g | h |   |

1.Лс6! — цугцванг, 

1. ... Kf~ 2.Фа5X 

1. ... Kd6 2.Лс5X 

1. ... К:d4 2.Кb4X (2.Ла5+? Кb5!) 

1. ... Л~ 2.Лс5X 

1. ... Ле4 2.Фа5X 

1. ... Л:d4 2.Ла5X (2.Кb4+? Л:b4!). 
 
Синтез двух тем, в основу которых положен механизм повторных угроз.

## Книги
- Шахматная композиция в Советской Латвии, Рига, 1961 (на латышском языке);
- Избранные композиции, М., 1985 (соавтор).